# Collider
Collider  is een nieuwswebsite, met een focus op de filmindustrie en televisieseries. Collider richt zich op entertainmentnieuws, analyse en commentaar, samen met originele speelfilms, aanvullende film- en televisierecensies, hoofdartikelen en interviews. Vanaf juli 2023 zijn er gemiddeld 46,3 miljoen views per maand.

## Geschiedenis
Collider werd in 2005 opgericht door hoofdredacteur Steven Weintraub als blog. In 2015 verkocht Weintraub Collider aan Complex Media, die de zaken en advertenties op de website zou beheren en redactieondersteuning zou bieden. Op 17 november 2020 kondigde Valnet aan dat het Collider had overgenomen.
Vanaf juli 2023 had het YouTube-kanaal van Collider 624.000 abonnees en meer dan 554.000.000 cumulatieve weergaven. Voormalige uitbreidingen van het kanaal zijn onder meer Movie Talk, Movie Trivia Schmoedown, Heroes, Jedi Council, Behind the Scenes & Bloopers en Collider News. Het kanaal was ook vertakt en produceerde inhoud voor andere verkooppunten, zoals Awesometacular met Jeremy Jahns voor go90.
Uitbreidingen van het belangrijkste YouTube-kanaal zijn onder meer Collider Podcasts (inclusief een periode genoemd onder Collider Live), Collider Interviews (voorheen Collider Quick), Collider Games (later omgedoopt tot Revog en vermoedelijk verkocht), Collider Sports & Pro Wrestling Sheet. De website en het kanaal zijn ook uitgebreid met het produceren van podcasts voor PodcastOne.